# Спиридонешти (Њамц)
Спиридонешти (рум. Spiridonești) насеље је у Румунији у округу Њамц у општини Икусешти. Oпштина се налази на надморској висини од 225 m.

## Становништво
Према подацима из 2002. године у насељу је живело 274 становника, од којих су сви румунске националности.